# Överraskande arv
Överraskande arv, tysk-österrikisk film från 1998 skriven och regisserad av Stefan Ruzowitzky.

## Handling
En bonde hittas mördad på Österrikes landsbygd i början av 1930-talet och en äldre kvinna fängslas för mordet. Bondens bröder ärver gården och får arbeta hårt för att tjäna ihop till skatterna, men lyckas till slut. Gårdens förman och ägaren till granngården sätter eld på brödernas lada, vilket leder till våldsamheter och mord.

## Om filmen
Filmen är inspelad i Altenhof, Bad Zell och Kollerschlag i Oberösterreich, Österrike. Den hade världspremiär i Österrike den 19 juni 1998 och svensk premiär den 16 juli 1999 på Filmstaden 4 i Göteborg och Saga 2 i Stockholm. Den svenska åldersgränsen är 15 år.

## Rollista
- Simon Schwarz - Lukas Lichtmeß
- Sophie Rois - Emmy
- Lars Rudolph - Severin
- Tilo Prückner - förman
- Ulrich Wildgruber - Danninger
- Julia Gschnitzer - gamla Nane
- Susanne Silverio - Lisbeth
- Kirstin Schwab - Lissi
- Werner Prinz - poliskonstapel Ganders
- Dietmar Nigsch - Sepp
- Elisabeth Orth - Rosalind
- Christoph Gusenbauer - stallpojke
- Gertraud Mayböck - Gertrud
- Norbert Perchtold - Danningers brorson
- Michael Popp Kreiner - elefanthållare
- Johann Naderer - präst
- Eddie Fischnaller - Florian

## Musik i filmen
- La donna è mobile ur Rigoletto, komponerad av Giuseppe Verdi, framförd av Enrico Caruso

## Utmärkelser
- 1998 - Flanderns internationella filmfestival - Grand Prix, Stefan Ruzowitzky
- 1998 - Fort Lauderdales internationella filmfestival - juryns pris, bästa utländska film, Stefan Ruzowitzky
- 1998 - Max Ophülsfestivalen - bästa unga skådespelare, Simon Schwarz
- 1998 - Max Ophülsfestivalen - Saarlands ministerpresidents pris, Stefan Ruzowitzky
- 1998 - Rotterdams internationella filmfestival - Tigerpriset, Stefan Ruzowitzky
- 1998 - Valladolids internationella filmfestival - FIPRESCI-priset, specialomnämnande, Stefan Ruzowitzky
- 1998 - Valladolids internationella filmfestival - Silverspiken, Stefan Ruzowitzky
- 2001 - Erich Neuberg-priset, Stefan Ruzowitzky